# Амвросий (Вайнагий)
Архиепископ Амвросий (в миру Василий Васильевич Вайнагий; 13 марта 1985, поселок городского типа Буштыно, Тячевский район, Закарпатская область) — архиерей Украинской православной церкви, архиепископ Згуровский, викарий Бориспольской епархии (с 2019).

## Биография
Родился 14 марта 1985 года в посёлке городского типа Буштыно Тячевского района Закарпатской области Украины.
В 1991—2002 годы учился в Буштинской общеобразовательной школе.
В 2006 года окончил Киевскую духовную семинарию, после чего продолжил обучение в Киевской духовной академии.
21 декабря 2008 года в Дальних пещерах Успенской Киево-Печерской лавры ректором Киевских духовных школ архиепископом Бориспольским Антонием (Паканичем) пострижен в мантию с наречением имени Амвросий в честь святителя Амвросия Медиоланского.
14 января 2009 года архиепископом Антонием (Паканичем) был рукоположён в сан иеродиакона.
12 апреля того же года в Трапезном храме Киево-Печерской Лавры митрополитом Киевским и всея Украины Владимиром (Сабоданом) был рукоположён в сан иеромонаха.
В 2009 году становится преподавателем Киевских духовных школ. В 2010 году окончил Киевскую духовную академию, защитив диссертацию на соискание учёной степени кандидата богословия на тему: «Историко-литургическое исследование традиций и особенностей богослужения Свято-Успенской Киево-Печерской Лавры в XVIII—XX вв», написанную под научным руководством профессора И. Ю. Михалко.
18 марта 2012 года в академическом храме Рождества Богородицы в Киеве награждён крестом с украшениями.
30 августа 2013 года согласно указу Предстоятеля Украинской Православной Церкви Митрополита Киевского и всея Украины Владимира назначен старшим помощником ректора Киевских духовных школ по воспитательной работе вместо упраздненной тогда же должности проректора по воспитательной работе.
8 января 2014 года в академическом храме Рождества Пресвятой Богородицы в Киеве митрополитом Бориспольским и Броварским Антонием (Паканичем) возведён в сан архимандрита.
9 ноября 2015 года присвоено учёное звание доцента КДА.
9 ноября 2018 года удостоен права ношения второго креста с украшениями.
3 апреля 2019 года решением Священного Синода Украинской православной церкви избран епископом Згуровским, викарием Бориспольской епархии.
5 апреля 2019 года в Аннозачатиевском храме Киево-Печерской лавры состоялось его наречение во епископа.
13 апреля того же года за Божественной литургией в храме преподобных Антония и Феодосия Киево-Печерской лавры состоялась его епископская хиротония, которую совершили: митрополит Киевский и всея Украины Онуфрий (Березовский), митрополит Хустский и Виноградовский Марк (Петровцы), митрополит Вышгородский и Чернобыльский Павел (Лебедь), митрополит Луганский и Алчевский Митрофан (Юрчук), митрополит Бориспольский и Броварской Антоний (Паканич), митрополит Тернопольский и Кременецкий Сергий (Генсицкий), архиепископ Бучанский Пантелеимон (Бащук), архиепископ Северодонецкий и Старобельский Никодим (Барановский), архиепископ Боярский Феодосий (Снигирёв), архиепископ Нежинский и Прилукский Климент (Вечеря), архиепископ Бердянский и Приморский Ефрем (Яринко), архиепископ Фастовский Дамиан (Давыдов), епископ Шумский Иов (Смакоуз), епископ Вознесенский и Первомайский Алексий (Шпаков), епископ Васильковский Николай (Почтовый), епископ Гостомельский Тихон (Софийчук), епископ Барышевский Виктор (Коцаба), епископ Белогородский Сильвестр (Стойчев), епископ Дубенский Пимен (Воят), епископ Переяслав-Хмельницкий Дионисий (Пилипчук).
17 августа 2024 года возведён в сан архиепископа.